# تراموا پوتسدام
تراموا پوتسدام (آلمانی: Straßenbahnnetz Potsdam) سیستم تراموا در شهر پوتسدام، آلمان است.
این ترموا که در سال ۱۸۸۰ تأسیس شده دارای ۷ خط، ۶۳ ایستگاه و ۲۸٫۹ کیلومتر طول دارد.

## نگارخانه

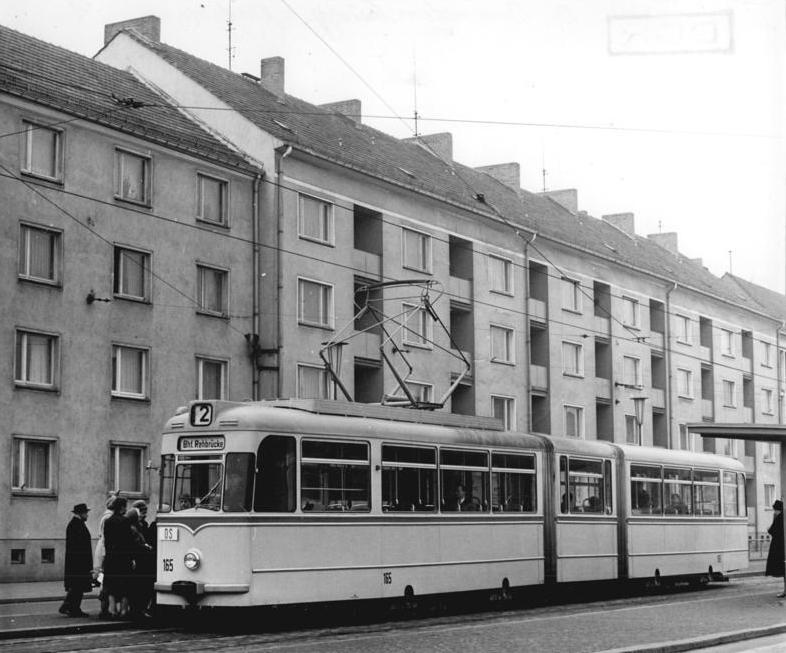
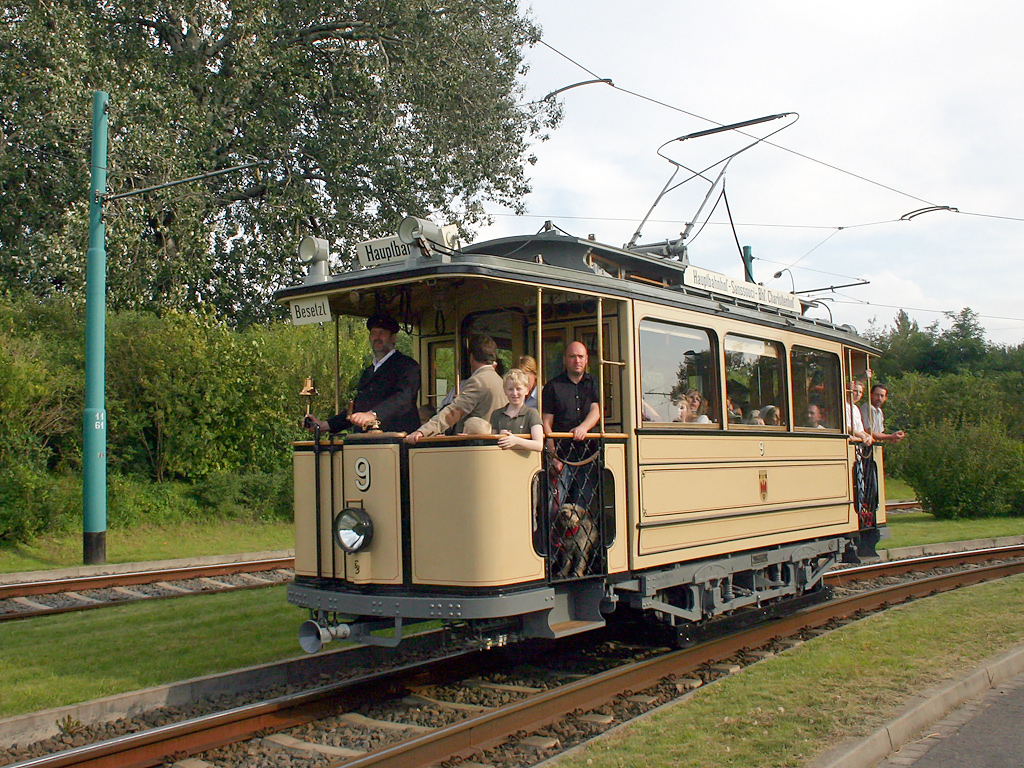

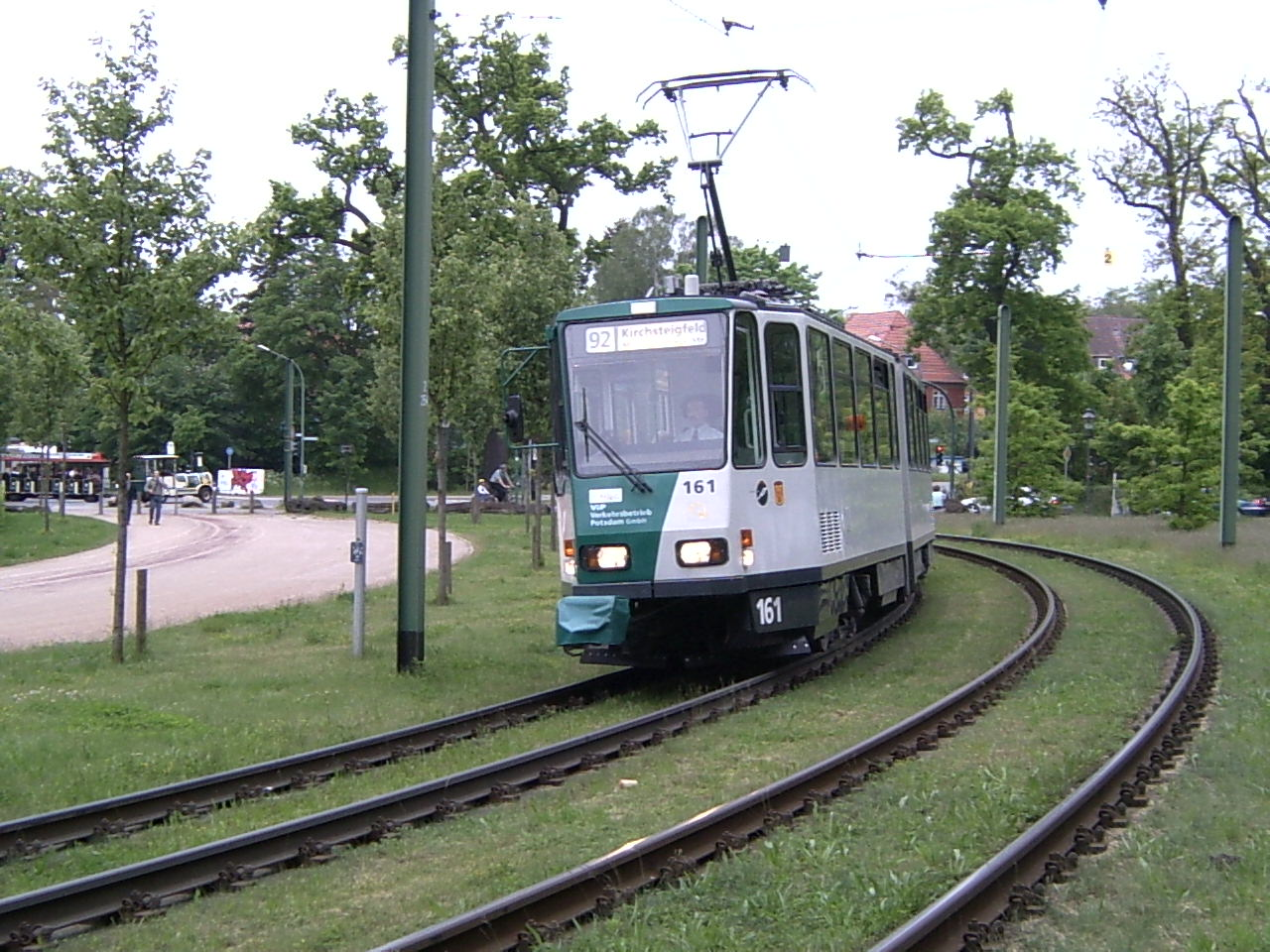
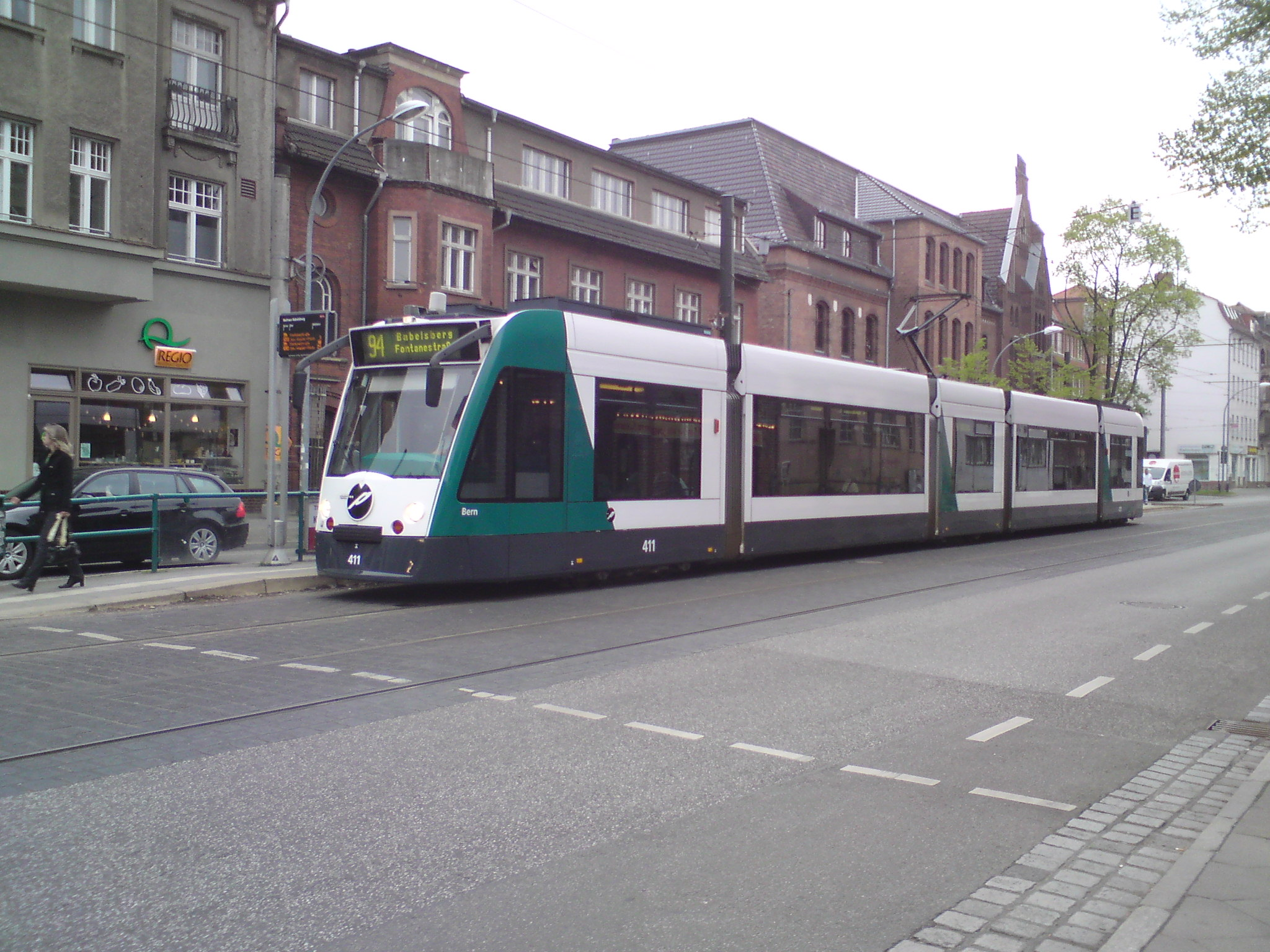
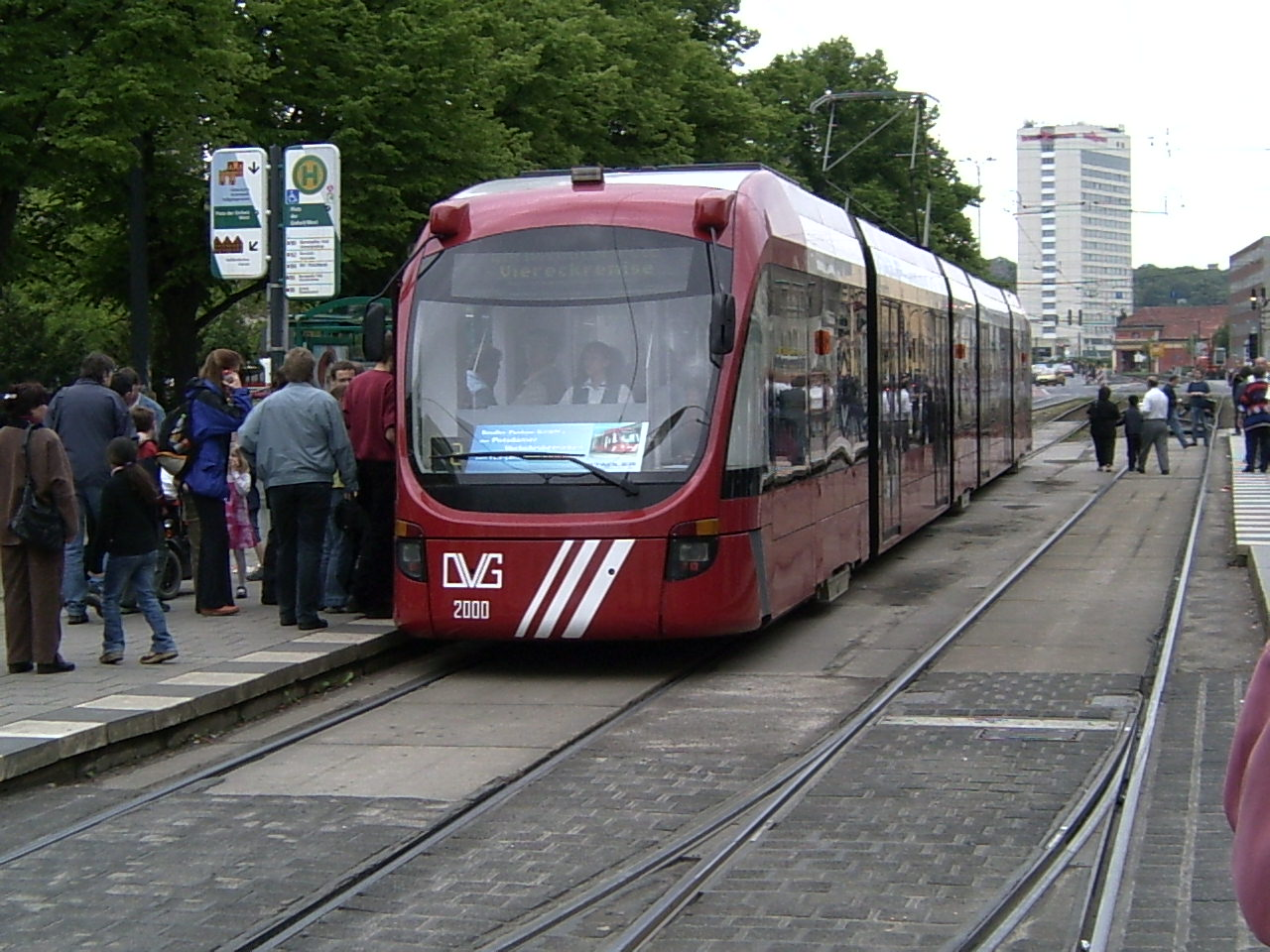
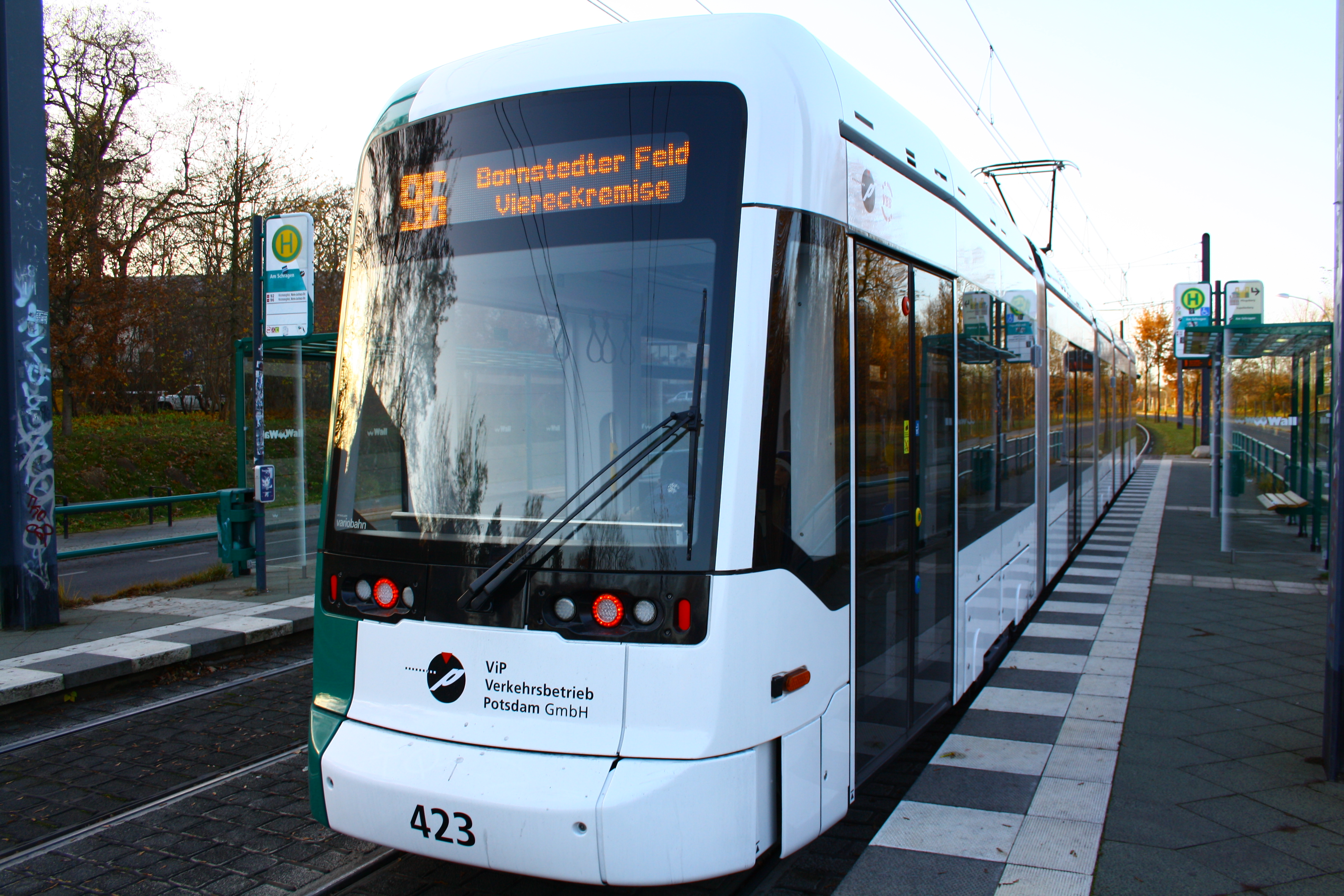